# Farafra
Farafra (Arabisch:الفرافرة) is de kleinste van de Westelijke Oases gesitueerd in de Westelijke Woestijn van Egypte. De oase ligt ongeveer halverwege tussen de Dakhlaoase en de Bahariyaoase en ligt in de gelijknamige geologische depressie.
Delen van het dorp zijn opgetrokken in traditionele stijl; eenvoudig, glad, zonder opsmuk en alles in de kleur van leem. Een groep dorpsbewoners maakt zich sterk voor de bescherming van de lokale cultuur.
Onder invloed van zijn geografische ligging en geologische formatie telt Farafra meer dan 100 bronnen. De meeste van deze putten worden gebruikt voor irrigatie van de landerijen in de oase. Enkele van de putten zijn uitgegroeid tot een favoriete toeristische bestemming vanwege de hoge temperatuur van het water en een laag percentage zwavel, wat ze geschikt maakt om in te zwemmen en te ontspannen. De belangrijkste zijn Bir Sitta, (Arabisch voor bron 6), Bir Sab'a (bron 7) en Bir Ithnian wa ishrin (bron 22).

## Geschiedenis
In de jaren 1960 werd Farafra aangewezen als een van de plekken voor het New Valley Project, waarbij water werd opgepompt uit de niet-hernieuwbare Nubische zandsteenaquifer. In de jaren 1990 werden steeds meer diepe bronnen geslagen in de aquifier.
Farafra telde in 2002 naar schatting 5000 inwoners en bestond toen vooral uit bedoeïenen. 
In de jaren 2010 groeide de plaats sterk onder invloed van overheidsprogramma's gericht op het uitbreiden van de landbouw op woestijngrond om zo de grote bevolkingsgroei en daarmee gepaard gaande vraag naar voedsel het hoofd te bieden. Farafra werd daarbij in 2015 aangewezen als de eerste plaats waar president Sisi's nationale '1.5-million-feddan reclamation project' gestalte moest krijgen: een project om de hoeveelheid landbouwgrond met 20% te vergroten. De overheid liet daarvoor onder andere eigendomsrechten eenvoudiger maken en verstrekte kredieten. In Farafra werd ingezet op de aanleg van nieuwe wegverbindingen, woningbouw en de realisatie van voorzieningen zoals scholen, een ziekenhuis, een zonne-energiecentrale en een rioolwaterzuiveringsinstallatie. Duizenden boeren uit verschillende delen van het land migreerden naar de plaats. De bevolking vertienvoudigde in 20 jaar tot ongeveer 50.000 mensen. De hoeveelheid landbouwgrond verdubbelde en het oppompen van water met meer dan 500%. Hierdoor is de vraag naar water sterk gegroeid en moet het water van steeds dieper uit de aquifier worden opgepompt.

## Witte Woestijn
Een grote geografische attractie van Farafra is de Witte Woestijn (Sahara el Beyda). Deze woestijn ligt 45 kilometer ten noorden van Farafra en ontleent haar naam aan de witte, romige kleur en massieve krijtrotsformaties die ontstaan zijn als een resultaat van zandstormen in het gebied. De woestijn is gevormd uit de resten van microscopische zeedieren die ongeveer 80 miljoen jaar geleden hier leefden in de zee. Na de verdwijning van de zee was de wind verantwoordelijk voor de erosie tot de hedendaagse rotsformaties. Afhankelijk van de samenstelling en de hardheid van rotsen en hun lagen ontstonden bizarre structuren zoals paddenstoelen.

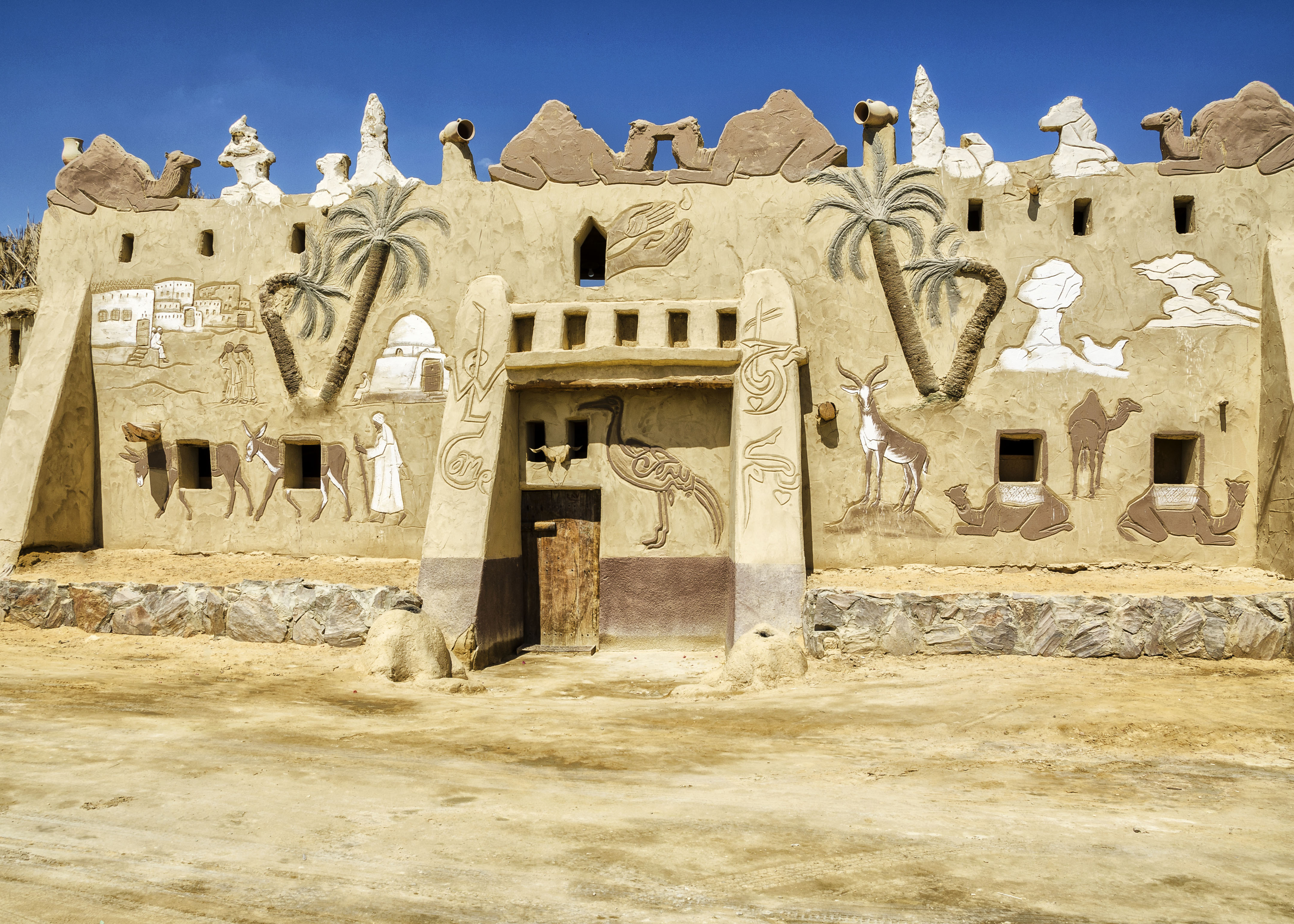
Het huismuseum van Badr Abdel Moghny in het dorp Farafra
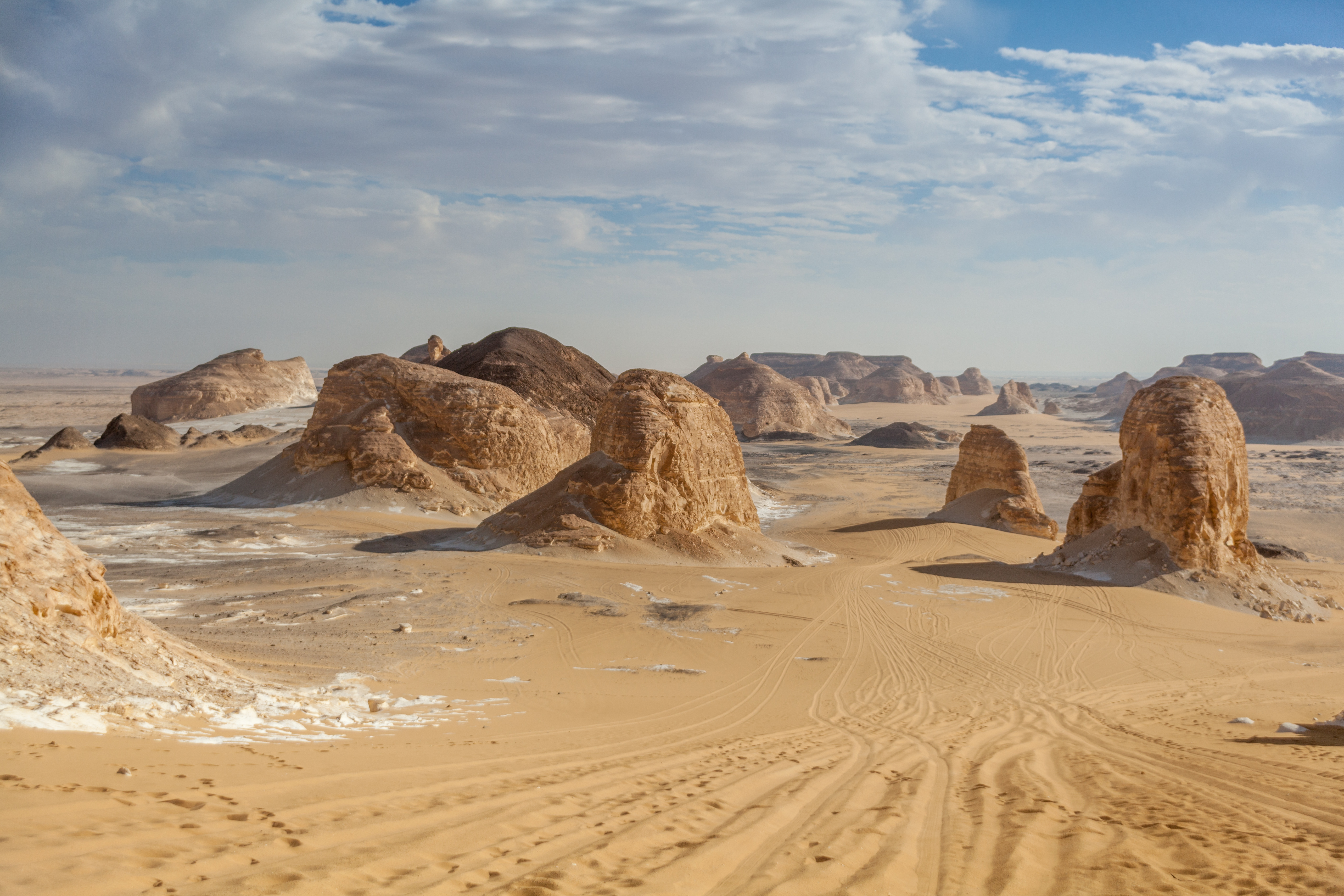
Omgeving van Farafra
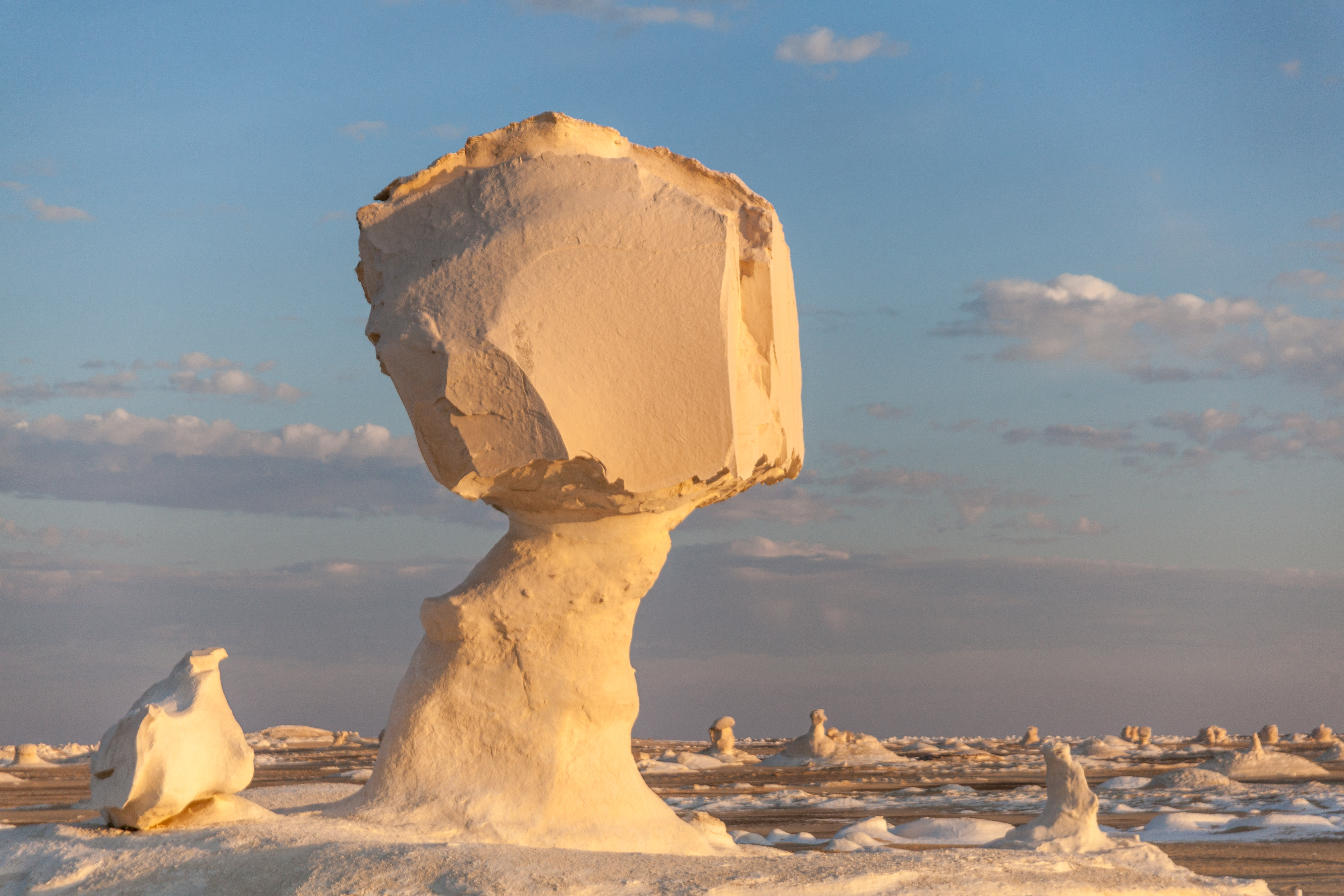
Krijtformaties in de Witte Woestijn
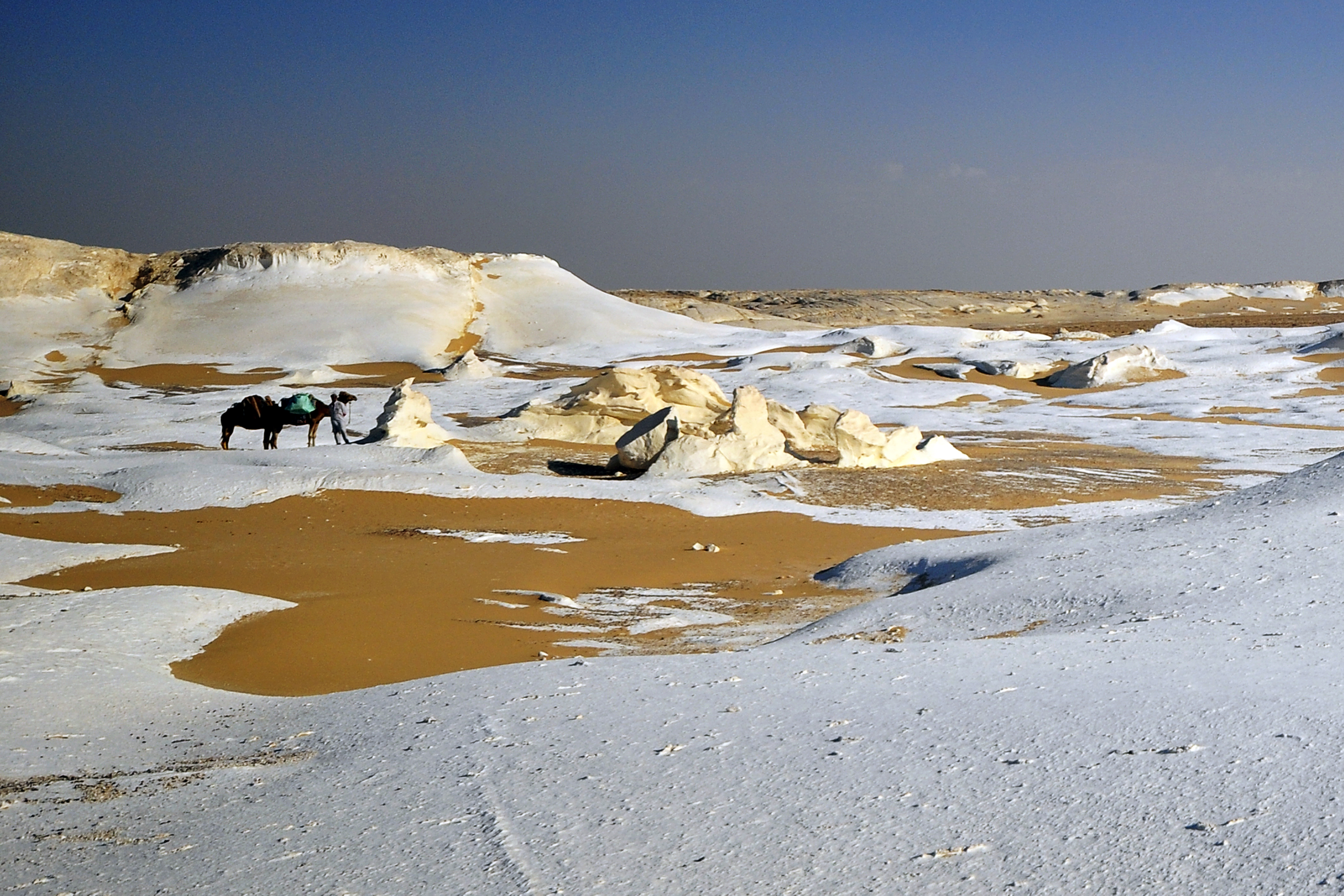
Dromedarissen in de Witte Woestijn

Bahariya (met de Vallei van de Gouden Mummies)  ·  Dakhla  ·  Farafra  ·  El-Fajoem  ·  Kharga  ·  Siwa